# William Hatcher
Pour les articles homonymes, voir Hatcher.
William Hatcher, né le 8 août 1984, à Flint, dans le Michigan, est un joueur américain de basket-ball. Il évolue au poste de meneur. 